# Manuelský styl

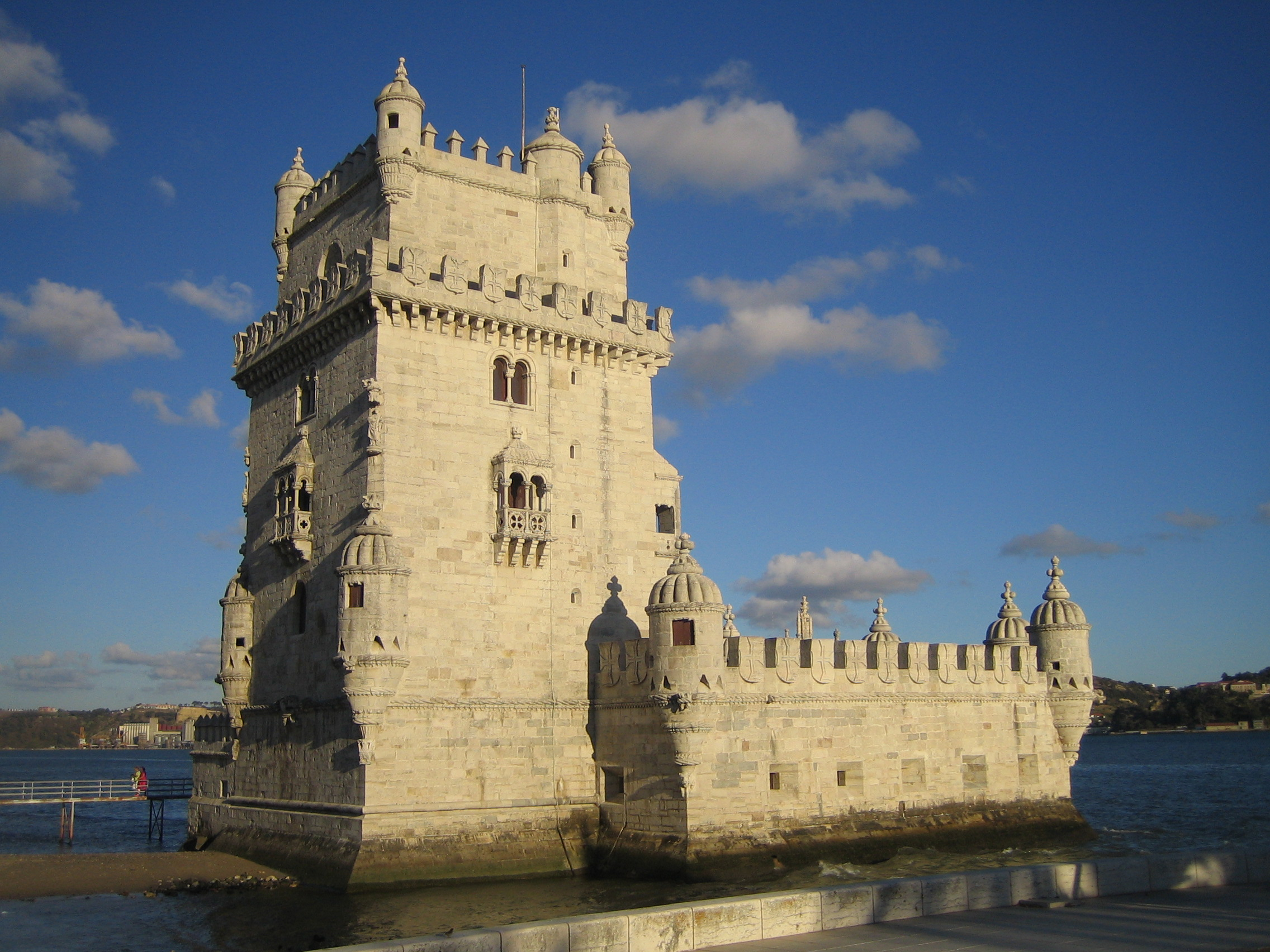
Belémská věž (Torre de Belém)

Manuelský styl (manuelino) nazvaný dle krále Manuela I. kombinuje formu pozdní gotiky s možnými vlivy i ze středoevropského prostoru a prvky renesance i maurské architektury.

## Ornamentální motivy
Pro manuelskou architekturu jsou typické stavby bohatě zdobené ornamentálními motivy. Mezi ty nejčastější patří:
Národní symboly: armilární sféra (navigační přístroj, emblém Manuela I), Kříž Kristova řádu, královský erb.
Přírodní prvky: korály, chaluhy, uschlé stromy, větve, kořeny,dubové větve a žaludy, artyčoky, vavřínové a břečťanové listy, granátová jablka, šišky, šneci, opice, nosorožec.
Nadpřirozené prvky: uroboros (had nebo drak stočený do kruhu a pojídající si svůj vlastní ocas), sirény, atlanti, chrliče v podobě fantaskních zvířat.
Křesťanské prvky: vinné hrozny a úponky, Agnus Dei, andělíčci.
Další prvky: zkřížené meče, kotvy, kotevní řetězy, stěžně, spletené provazy, námořní uzly, ozdoby ve tvaru lana, sítě, opasky s velkými přezkami, busty historických osobností.

## Nejvýznamnější představitelé
Nejvýznamnějšími představiteli manuelského slohu jsou Diogo Boitaca, Mateus Fernandes, bratři Francisco a Diogo de Arruda a architekt španělského původu João de Castilho.

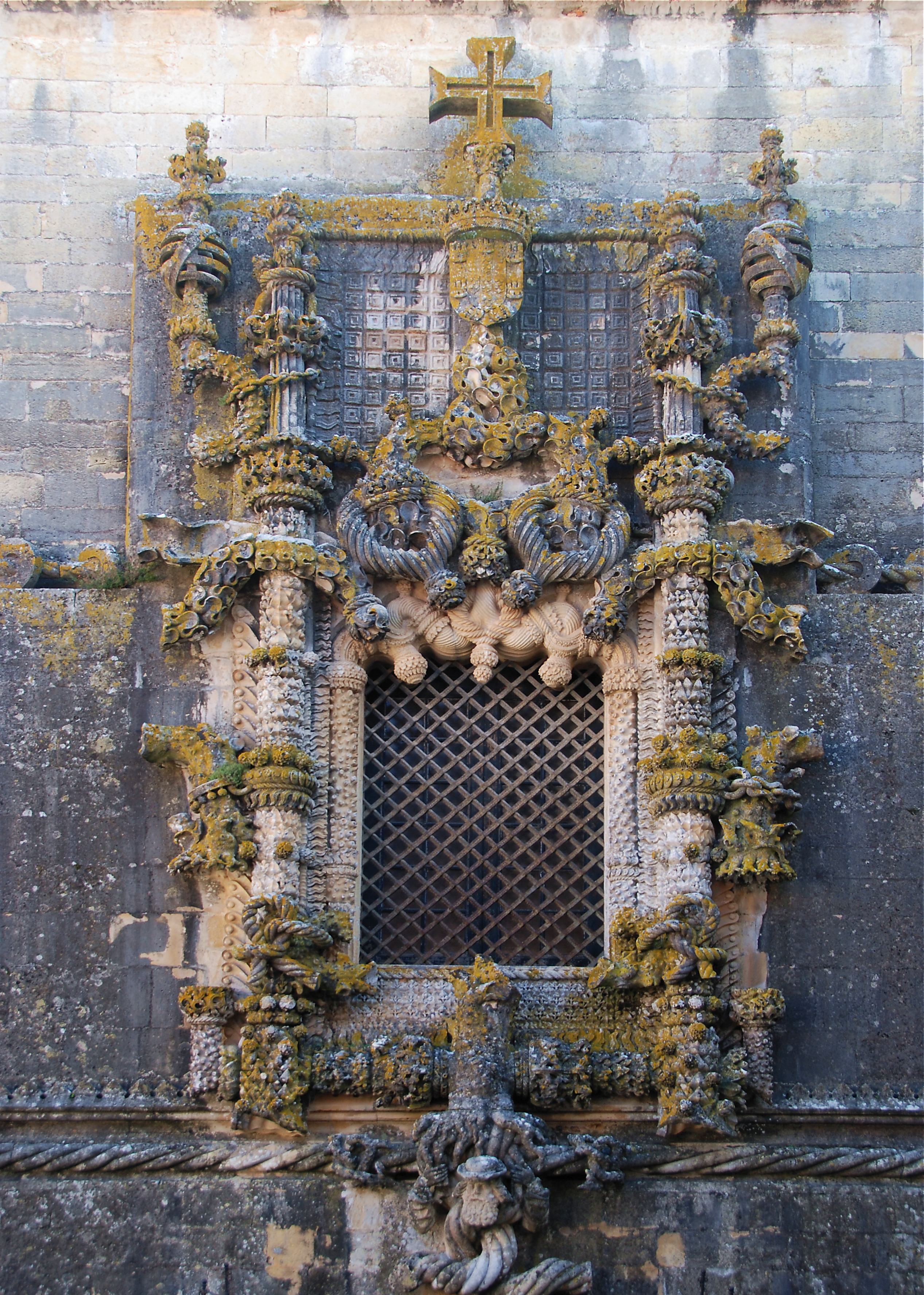
Manuelské okno (Convento de Cristo)

## Hlavní památky
Mezi nejkrásnější díla manuelského slohu v Portugalsku patří:
- Klášter jeronymitů (Lisabon)
- Belémská věž (Lisabon)
- Klášter Řádu Kristova (Tomar)
- Igreja de São João Baptista (Tomar)
- Mosteiro de Santa Maria da Vitória (Batalha)
- Klášter Svatého kříže v Coimbře (Coimbra)
- Mosteiro de Jesús (Setúbal)
- Igreja de São Francisco (Évora)
- Igreja Matriz de São João Baptista (Vila do Conde)
- Igreja de Nossa Senhora da Conceição (Golegã)

Manuelské či neomanuelské stavby můžeme najít kromě Portugalska také na Madeiře, Azorách, v Brazílii, Maroku, Mosambiku, Indii, Mexiku či v Rusku. Jde jak o sakrální architekturu, tak o světské stavby, městské brány, pevnosti či paláce.

## Galerie

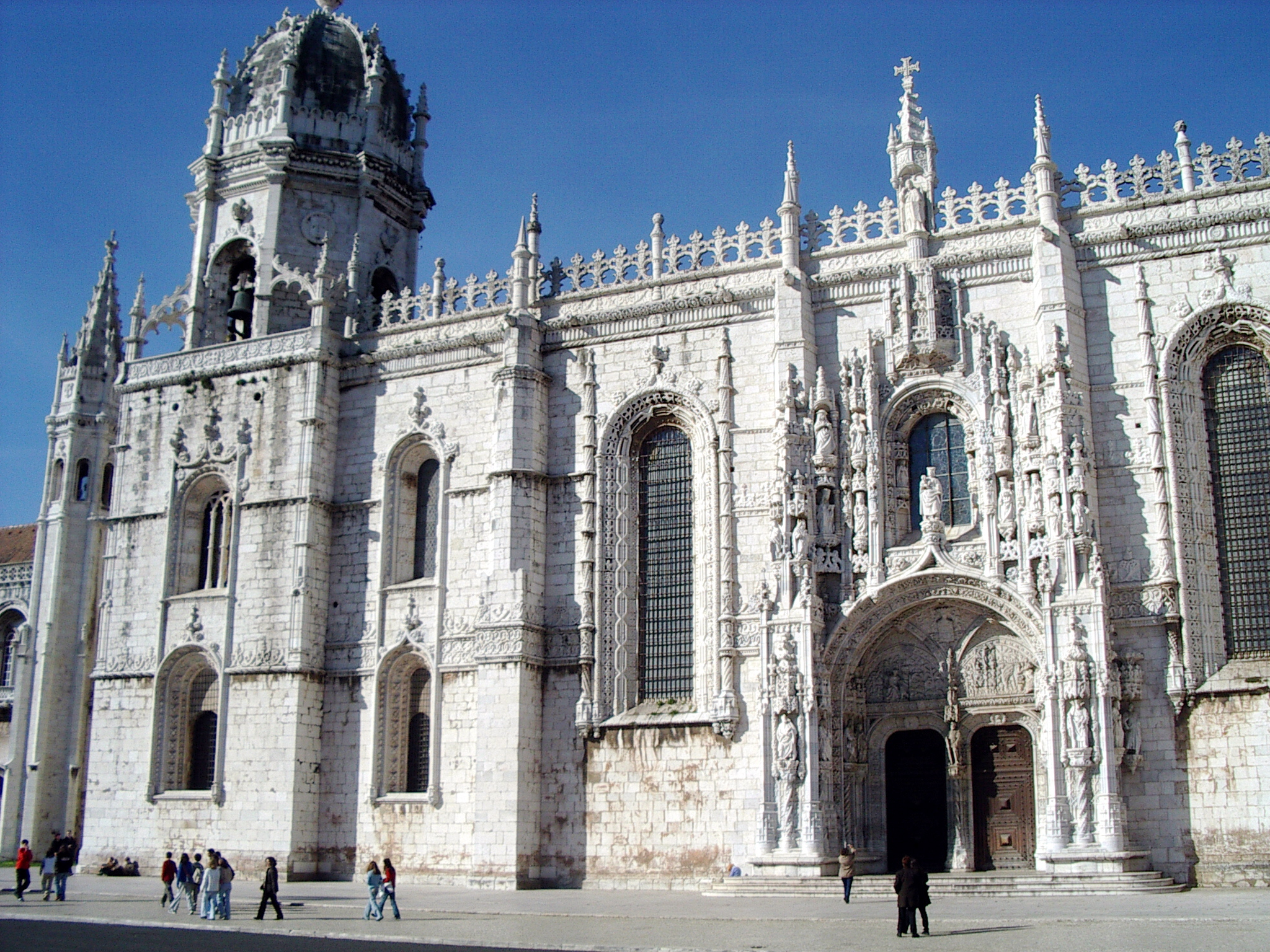
Klášter Jeronymitů (Mosteiro dos Jerónimos)
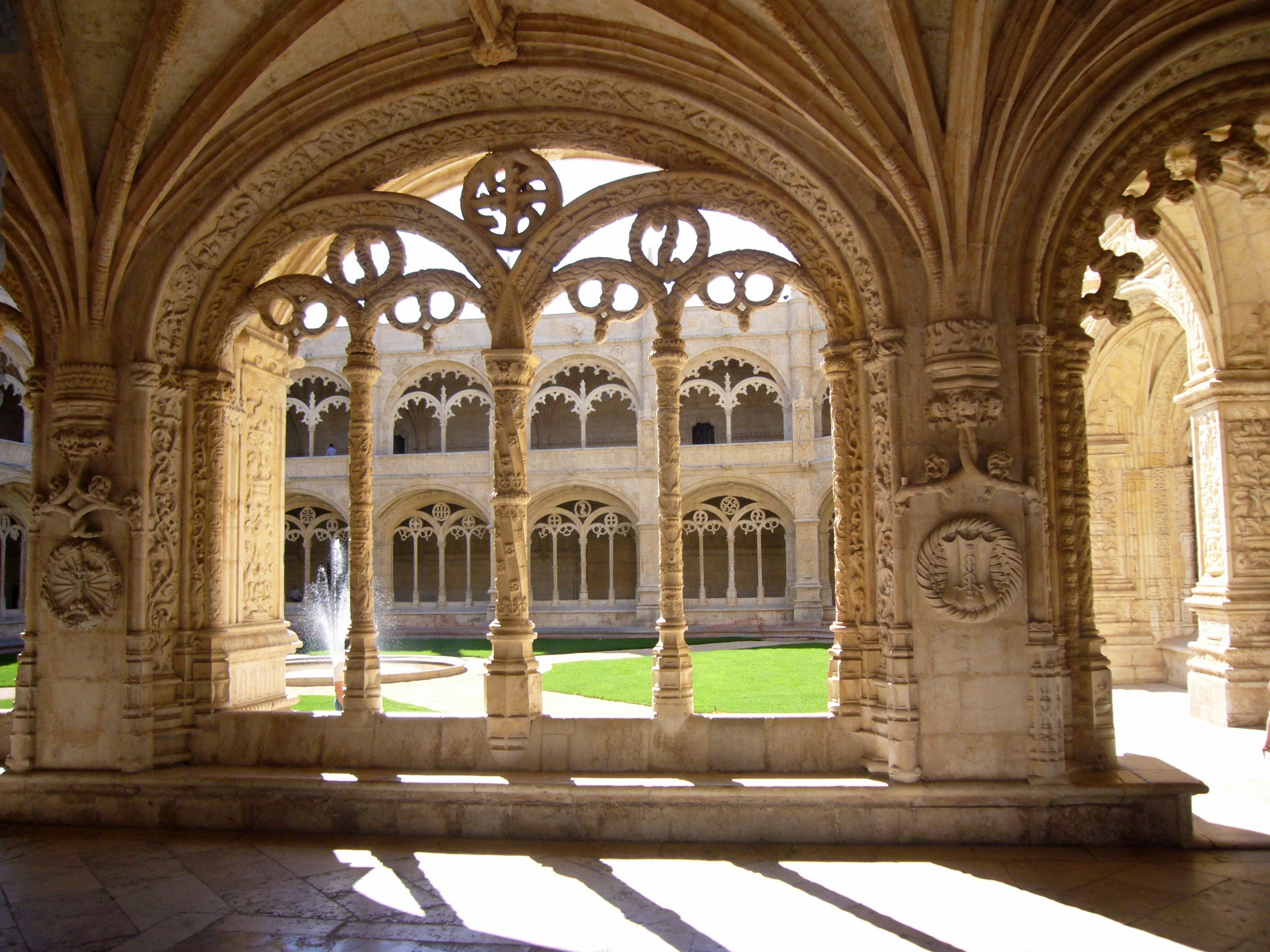
Klášter Jeronymitů
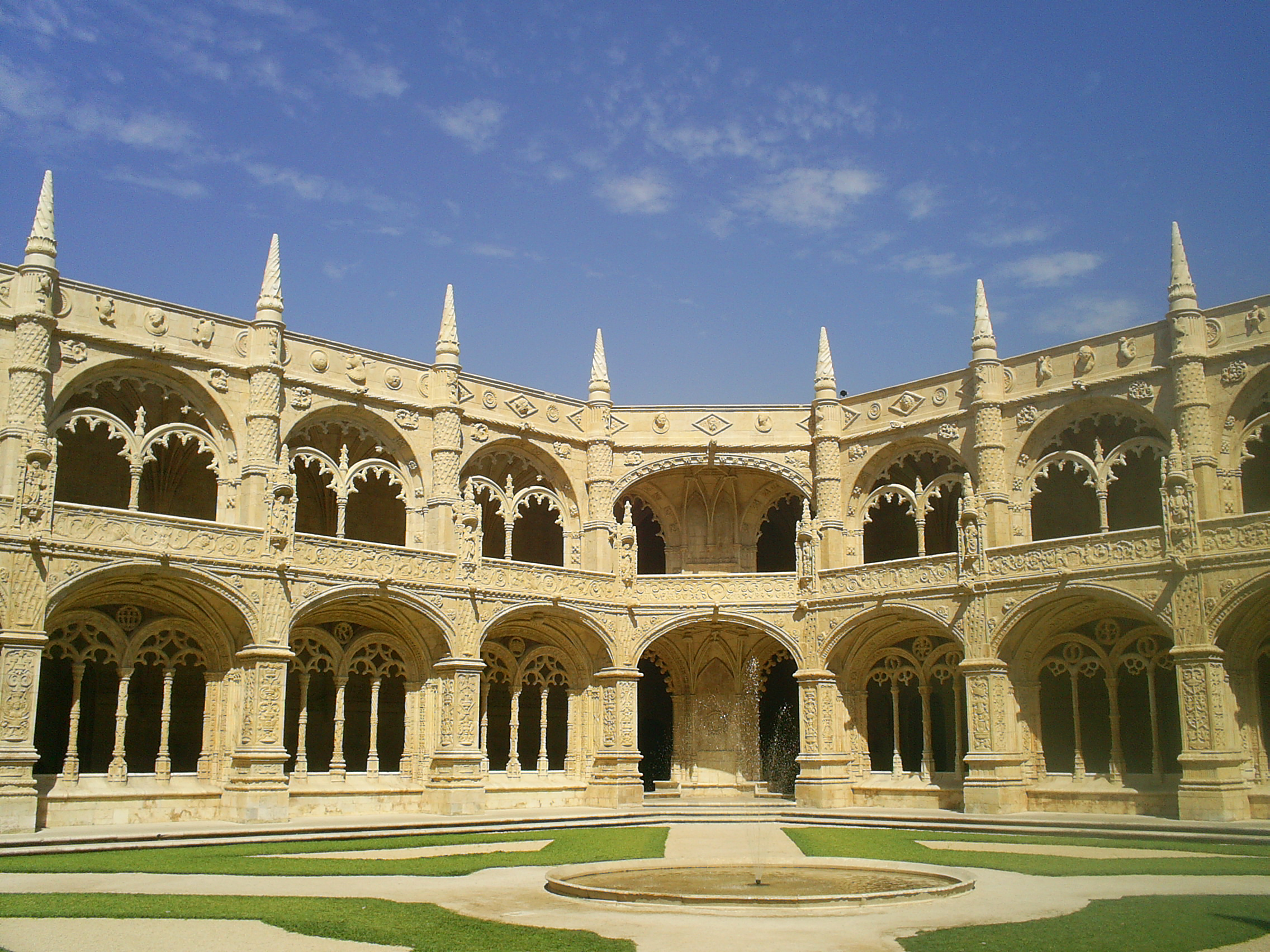
Klášter Jeronymitů
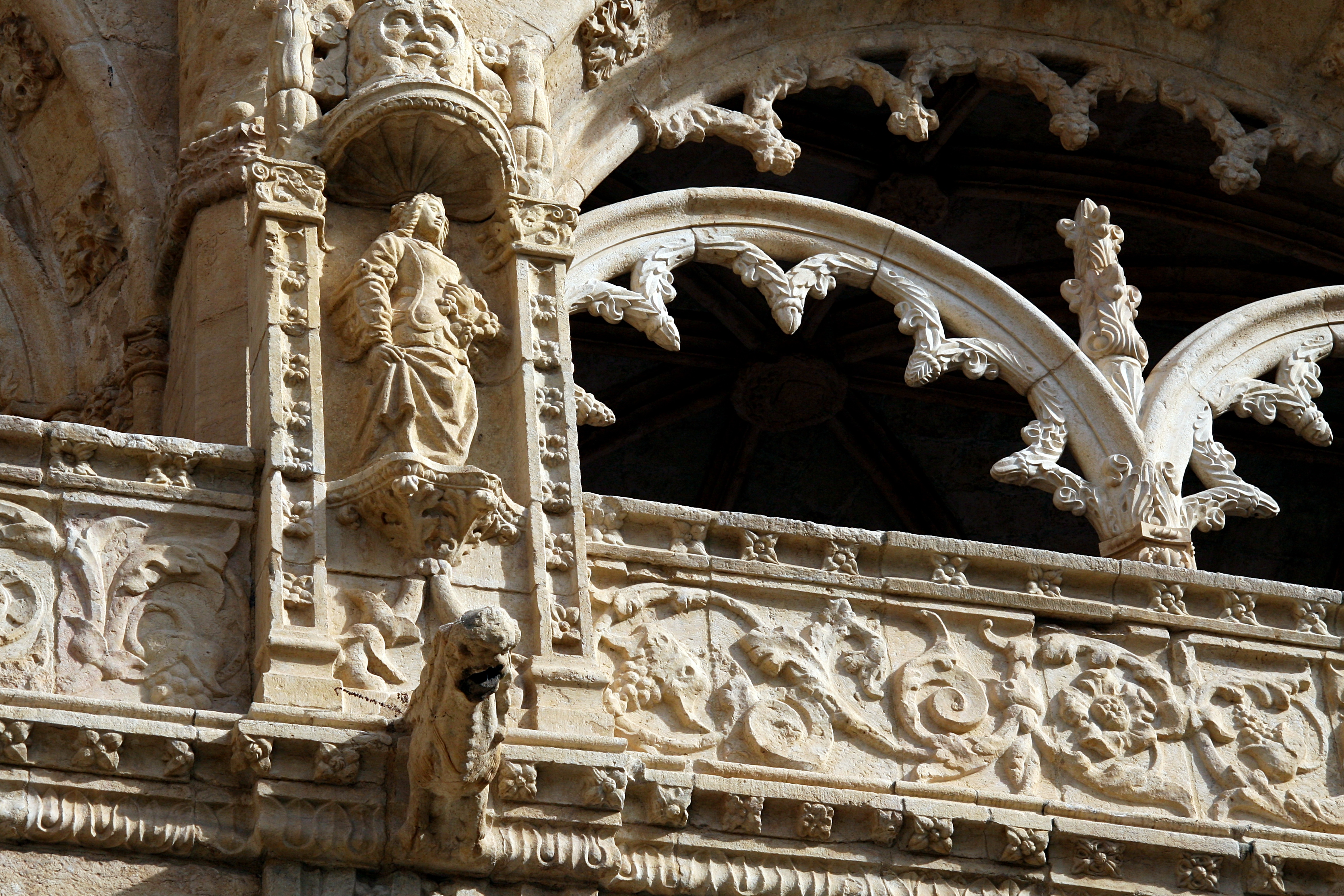
Klášter Jeronymitů
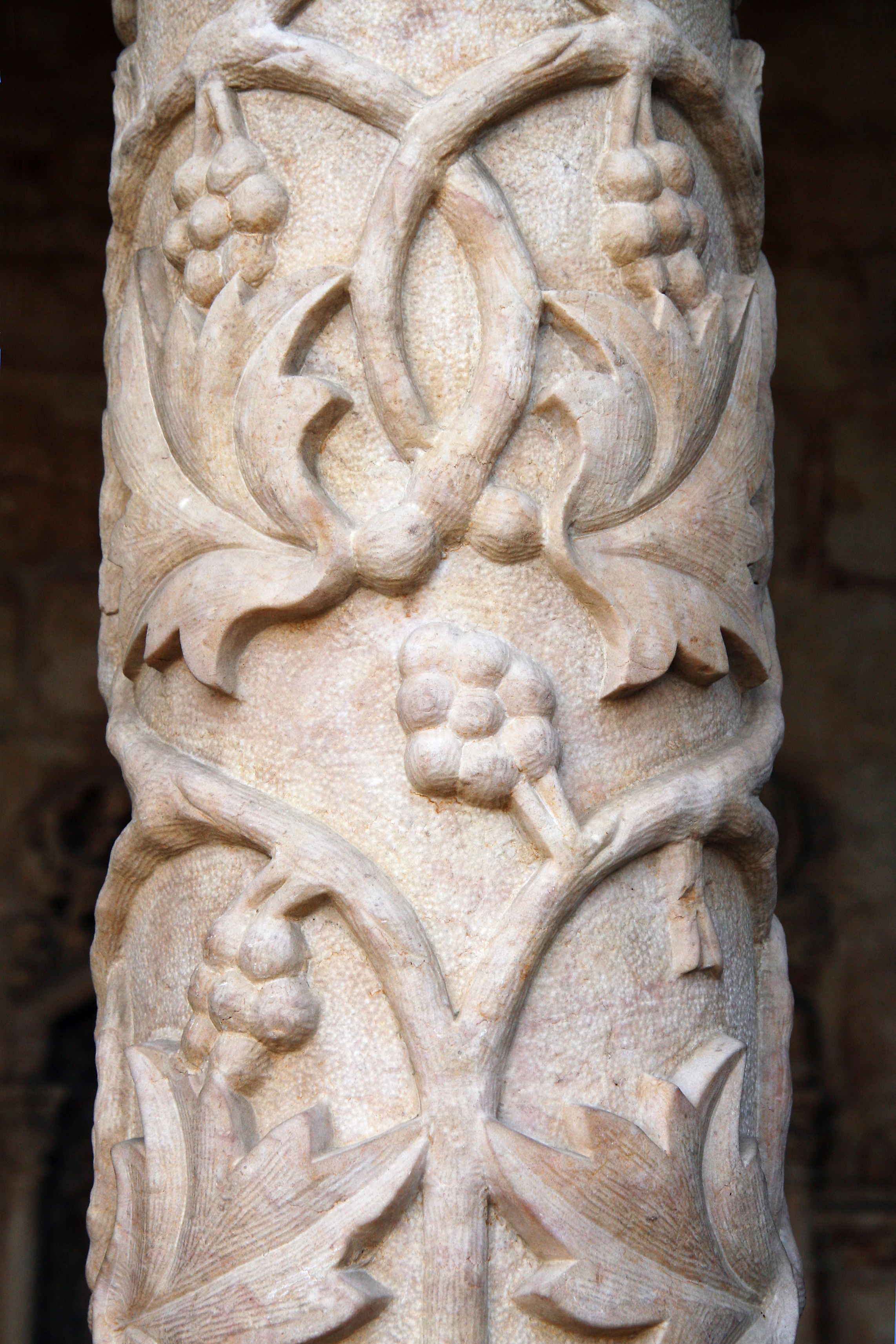
Klášter Jeronymitů
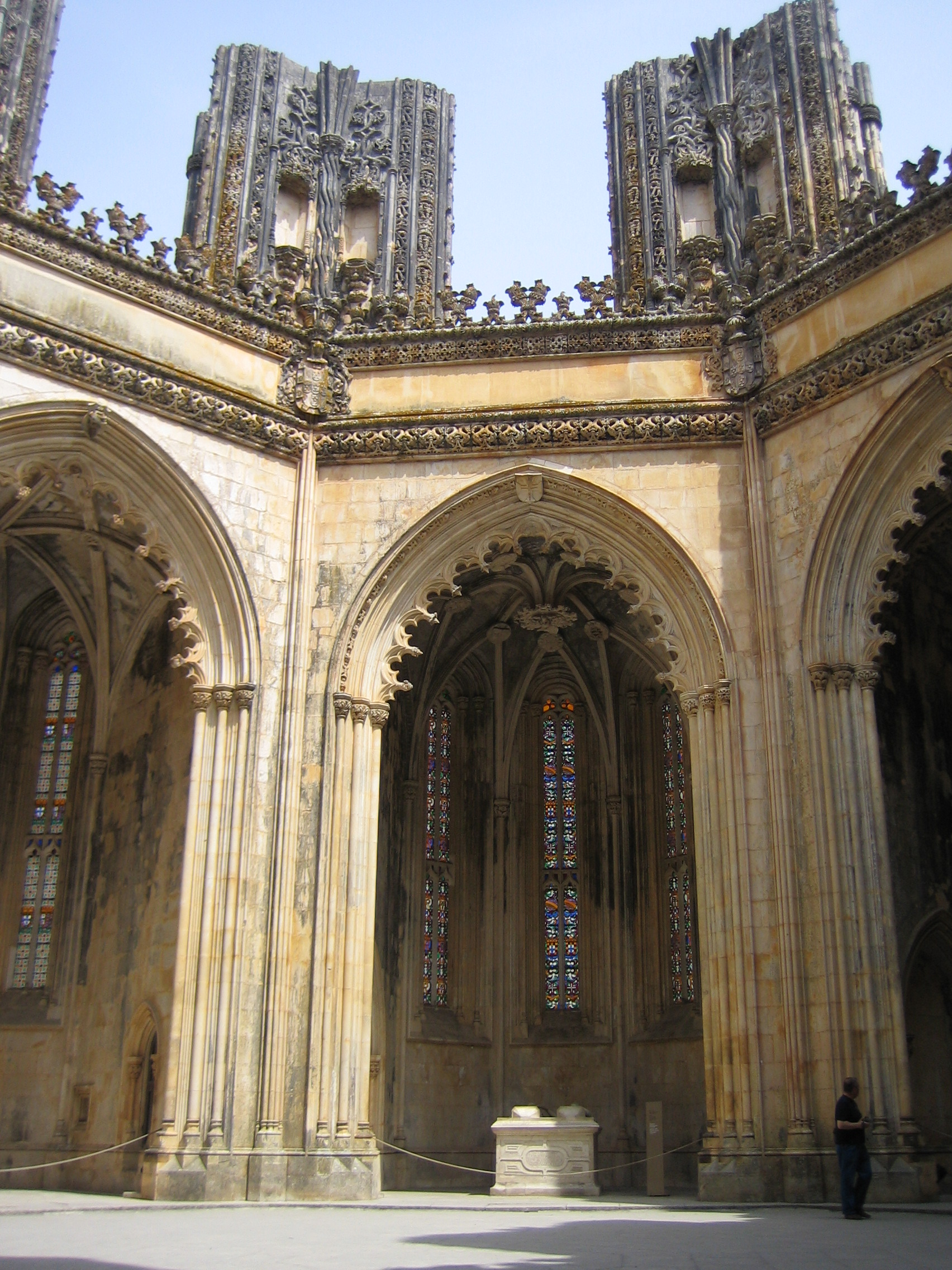
Klášter Panny Marie Vítězné, Nedokončená kaple, Batalha (Mosteiro de Santa Maria da Vitória)
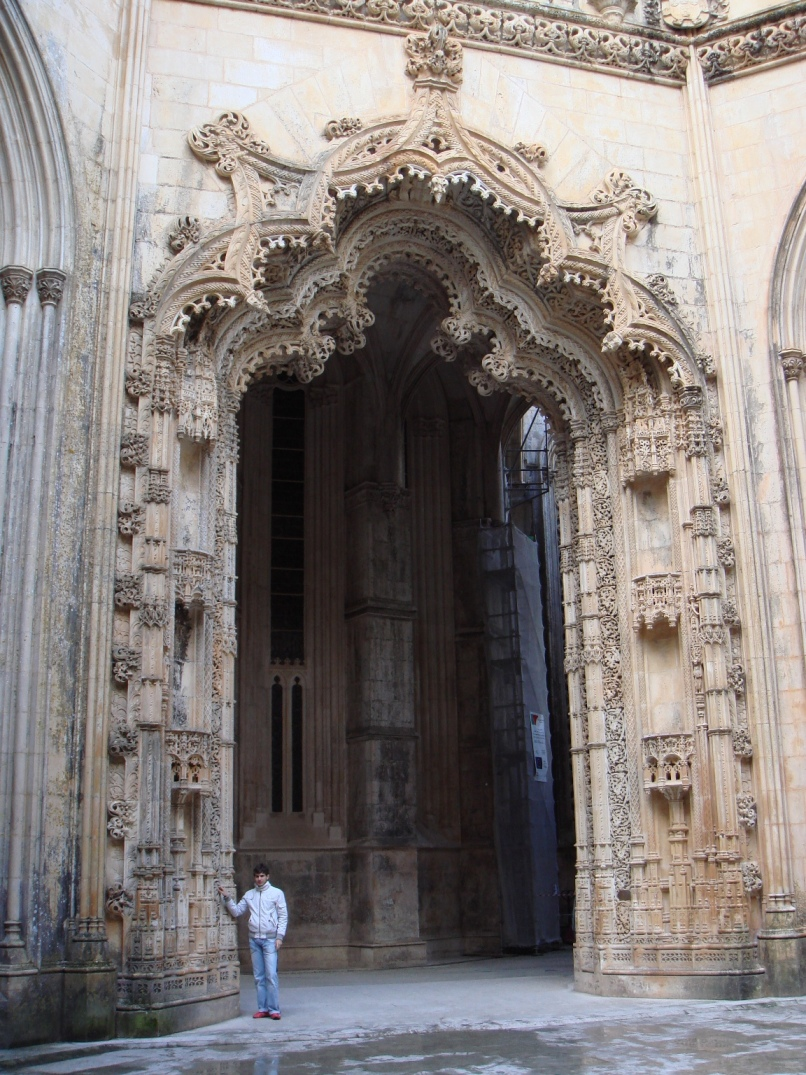
Klášter Panny Marie Vítězné, Nedokončená kaple
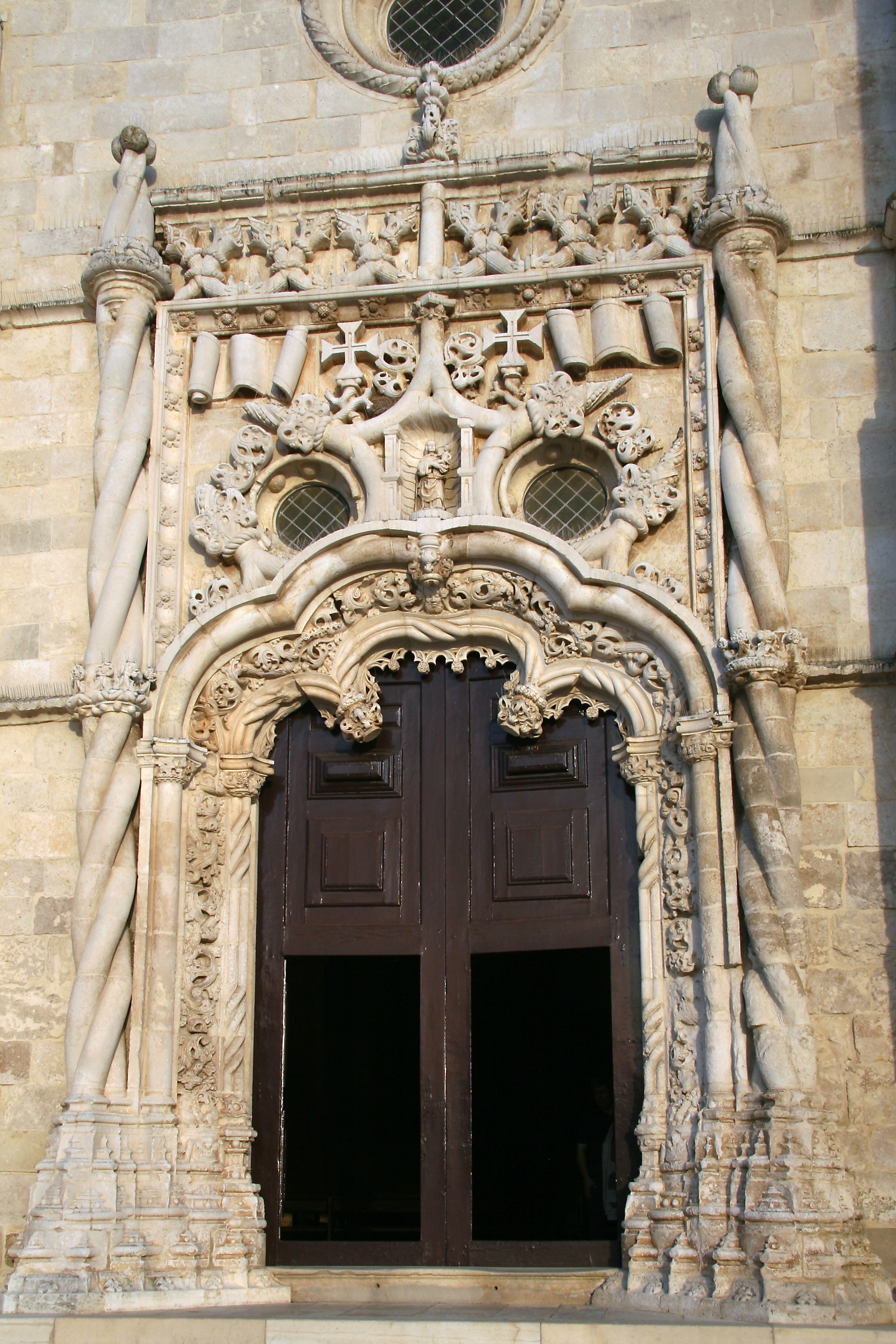
Kostel Neposkvrněného početí Panny Marie, Golega
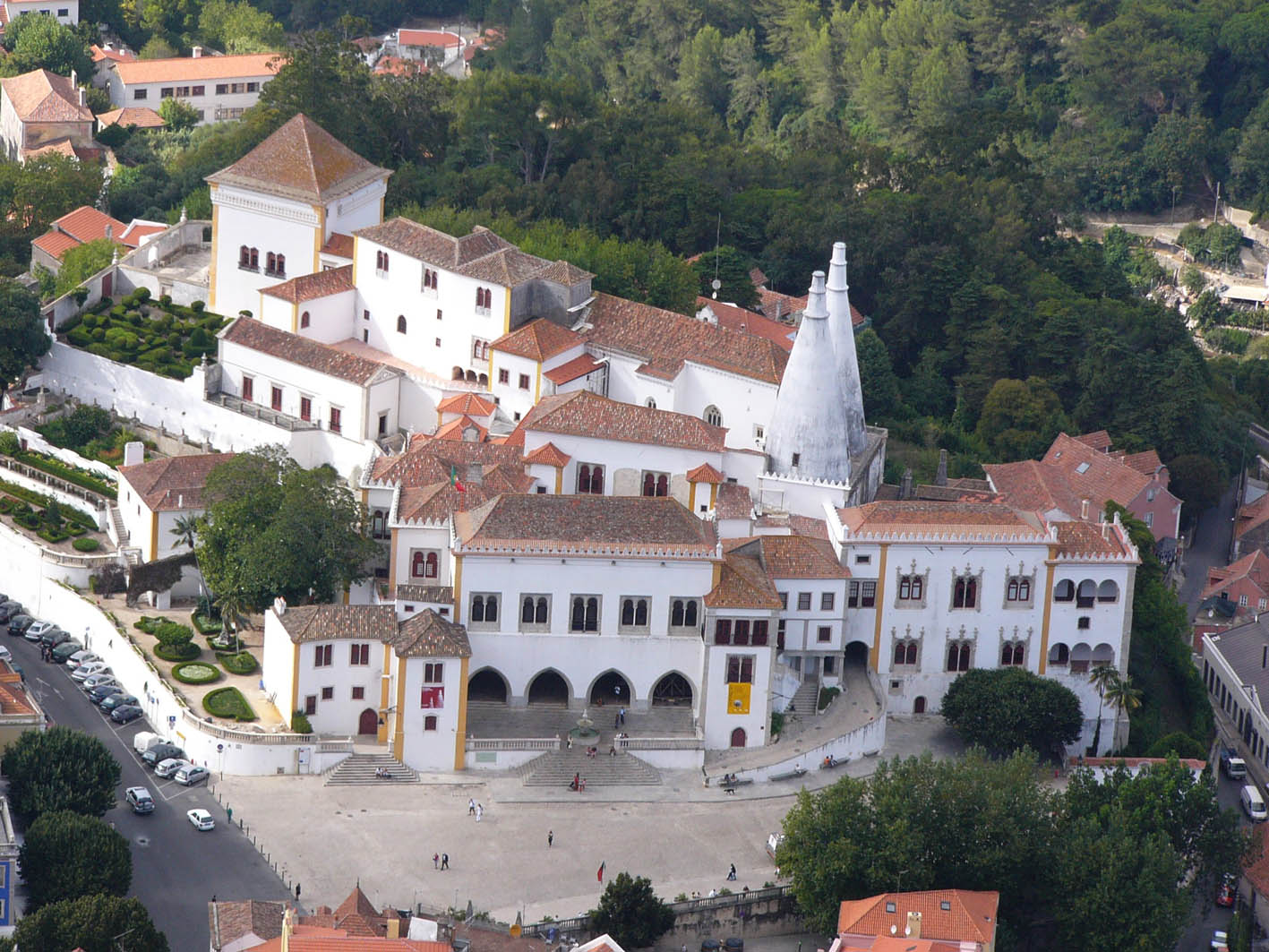
Královský palác, Sintra